# Гаррі Гордон Джонсон
Гаррі Гордон Джонсон (нар. 26 травня 1923, Торонто — 9 травня 1977, Женева) — канадський економіст, який спеціалізувався на дослідженні проблем міжнародної торгівлі та міжнародних фінансів.
Він був професором економіки в Чиказькому університеті, а також професором в Інституті міжнародних досліджень у Женеві з 1959 року до своєї смерті в 1977 році. Двічі був редактором журналу «Політична економія». У 49 років він переніс інсульт і передчасно помер від другого інсульту в 53-річному віці.
У 1976 році канадський уряд назвав його офіцером Ордена Канади, а в 1977 році його назвали видатним членом Американської економічної асоціації.

## Раннє життя та освіта
Він народився 26 травня 1923 року в Торонто, Онтаріо, Канада. Старший син Генрі Герберта Джонсона, журналіста і пізніше секретаря Ліберальної партії Онтаріо, та його дружини, Френсіс Лілі, викладачки дитячої психології Інституту вивчення дитини Університету Торонто. Здобув освіту в Університетах Торонто, де вивчав право і економіку. Джонсон закінчив в 1943 році й згодом став, на один рік, в.о.професора і єдиним членом Економічного персоналу в Університеті Св. Франциска, Нова Шотландія., Канада.
«У 1944 році, — пояснює Корден, — Джонсон добровільно взявся за активну службу в канадських збройних силах і, після навчання, був відправлений до Англії в 1945 році, зрештою зробив канцелярську роботу в Канаді.»
У 1948 році він одружився з Елізабет Скотт, дочкою Гарольда Віктора Сарсона, інженера-будівельника. Пізніше вона стала одним з редакторів зібраних творів Кейнса. У них був один син і одна дочка.

## Кар'єра
Гаррі Джонсон був загальновідомим і запеклим відвідувачем конференцій. Крім того, відвідав незліченно велику кількість університетів, особливо в Канаді і в Азії. Цей стиль подорожей почався в п'ятдесяті роки, коли він викладав курси підвищення кваліфікації для економістів у Карачі та Сінгапурі.
1956—1958 р. в якості професора викладав в університеті Манчестера. В 1958 р. отримав степінь доктора філософії в Гарвардському університеті. В 1959—1974 р. викладав в якості професора економіки, а в 1974—1977 р. був професором економіки на кафедрі Чарльза Грея в університеті Чикаго. з 1968 р. Джонсон був віце-головою і директором по дослідженнях в області торговельної політики науково-дослідного центру в Лондоні. В 1976—1977 р. викладав в Женевському інституті міжнародних відносин.

## Спадщина
Джонсон зробив помітний вклад у розвиток теореми Хекшера-Оліна. Він також допоміг знайти грошовий підхід до платіжного балансу і написав багато якісних досліджень монетарної економіки, які допомогли роз'яснити ці питання. Незважаючи на те, що, можливо, найбільш плідний економіст сучасної епохи, зірка Джонсона зменшилася, про що свідчить значне падіння у цитатах до його роботи за останнє десятиліття.
Канадська Асоціація Економіки щорічно представляє премію Гаррі Джонсона за кращу статтю, яка з'явиться в Канадському журналі економіки за попередній рік.

## Вислови інших людей
Нобелівський лауреат Джеймс Тобін сказав про нього: 
|  | Для економічної професії в усьому світі, третя чверть цього століття була епохою Джонсона |

## Вибрані твори
Джонсон опублікував багато робіт з теорії міжнародної та монетарної економіки. Він також написав багато робіт, спрямованих на широку громадськість і політиків. Джонсон отримав багато нагород. У 1977 році він був названий видатним членом Американської економічної асоціації, а в 1976 році канадський уряд назвав його офіцером ордена Канади.
Джонсон написав велику кількість книг і статей. Усі його твори:
- 526 професійних статей
- 41 книга і брошура
- 1953. «Оптимальні тарифи та відплата». Огляд економічних досліджень 21, №. 2: 142—153.
- 1959. «Британська грошово-кредитна статистика». Економіка 26 (лютий): 1–17.
- 1961. «Загальна теорія» після двадцяти п'яти років ". Американський економічний огляд 51 (травень): 1–17.
- 1963. Канадська проблема: економічні проблеми та політика. Торонто: McGraw-Hill.
- 1969. Нариси з монетарної економіки. 2d изд. Cambridge: Harvard University Press.
- 1969. Економіка: Велика Британія і ЄЕС. Лондон: Longmans (ред. M.A.G. van Meerhaeghe).
- 1971. «Кейнсіанська революція і монетаристська контрреволюція». Американський економічний огляд 61 (травень): 1–14.
- 1972. Подальші есе в монетарній економіці. Лондон: Джордж Аллен.
- 1973. Теорія розподілу доходів. Лондон: Сірий млин.